# Naarda albopunctalis
Naarda albopunctalis là một loài bướm đêm thuộc họ Noctuidae.